# مابل بالين
مابل بالين (بالإنجليزية: Mabel Ballin)‏ (1 يناير 1887 - 24 يوليو 1958) ممثلة أمريكية في عصر السينما الصامتة.

## روابط خارجية
- مابل بالين على موقع IMDb (الإنجليزية)
- مابل بالين على موقع أول موفي (الإنجليزية)
- مابل بالين على موقع قاعدة بيانات الأفلام السويدية (السويدية)
- مابل بالين على موقع قاعدة بيانات الفيلم (الإنجليزية)
- Mabel Ballin at Virtual History